# Carajillo
Il carajillo è una sorta di caffè corretto dei paesi di lingua spagnola.

## Caratteristiche
Si ottiene in genere con brandy, whisky, rum o cognac
. Viene servito in bicchierini di vetro resistenti al calore. Vi sono numerose varianti ottenute ad esempio con liquori all'anice; è possibile inoltre l'aggiunta di chicchi di caffè e scorza di limone: questi ultimi ingredienti vengono eventualmente riscaldati insieme al liquore, il quale può rimanere separato dall'espresso al momento di servire.
La nascita della bevanda risalirebbe all'occupazione spagnola di Cuba. I conquistatori spagnoli avrebbero mischiato rum e caffè per darsi coraggio (coraggio si dice in spagnolo coraje, da cui derivano le parole corajillo e poi carajillo).

## Note

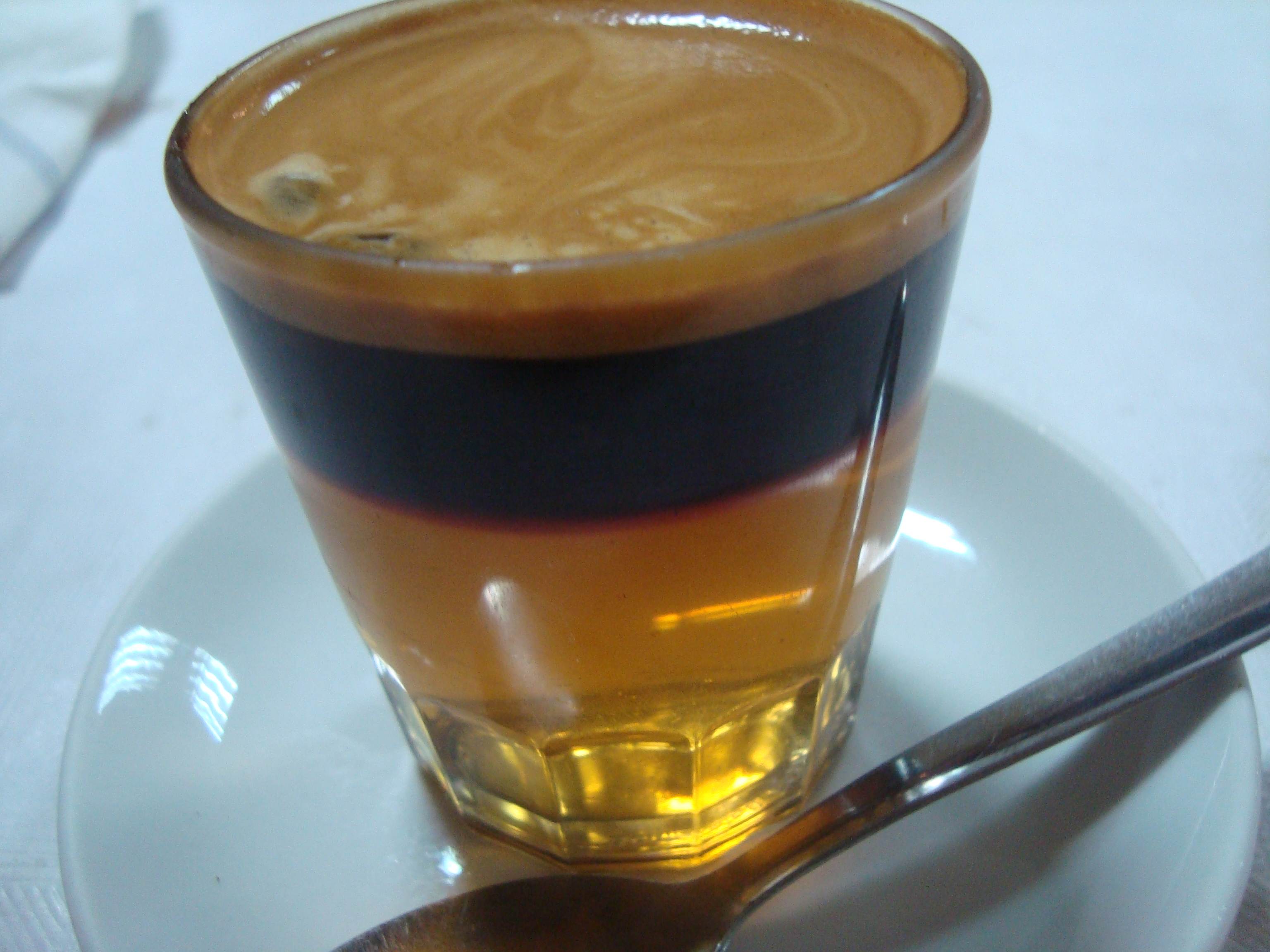
Carajillo